# Cycloramphus brasiliensis
Espèce
Synonymes
- Telmatobius brasiliensis Steindachner, 1864
- Iliodiscus pinderi Miranda-Ribeiro, 1920

Statut de conservation UICN

 NT  : Quasi menacé
Cycloramphus brasiliensis est une espèce d'amphibiens de la famille des Cycloramphidae.

## Répartition
Cette espèce est endémique de l'État de Rio de Janeiro au Brésil. Elle se rencontre entre 800 et 1 200 m d'altitude dans la Serra dos Órgãos et dans la Serra da Mantiqueira.

## Étymologie
Son nom d'espèce, composé de brasil et du suffixe latin -ensis, « qui vit dans, qui habite », lui a été donné en référence au lieu de sa découverte, le Brésil (Brasil en portugais).

## Publication originale
- Steindachner, 1864 : Batrachologische Mittheilungen. Verhandlungen der Kaiserlich-Königlichen Zoologisch-Botanischen Gesellschaft in Wien, vol. 14, p. 239–288 (texte intégral).